# José Luis Ruiz Casado
José Luis Ruiz Casado (Barcelona, 1958- San Adrián del Besós, 2000) fue un político español del Partido Popular que fue asesinado por ETA.

## Biografía
José Luis Ruiz Casado fue asesinado por ETA en San Adrián del Besós el día 21 de septiembre del año 2000. Trabajaba en la empresa privada y al mismo tiempo era concejal del Partido Popular en San Adrián del Besós desde 1995. Estaba casado y tenía dos hijos. En el momento de su asesinato tenía 42 años de edad.

### Asesinato
En marzo del año 2000, José Ignacio Krutxaga Elezkano y Fernando García Jodrá se trasladan desde Francia a Barcelona para formar el comando Gaztelugatxe que actuaría en la provincia de Barcelona. Se instalaron en un piso alquilado en Barcelona. En julio se uniría Lierni Armendáriz González de Langarika a este comando. Los miembros de ETA identificaron al concejal del Partido Popular en el Ayuntamiento de Sant Adrià de Besòs por medio de la prensa y posteriormente localizaron su vivienda mediante la guía telefónica.
Tras someterle a seguimientos y vigilancias, se hicieron con sus hábitos y decidieron darle muerte a la salida de su domicilio. El día 21 de septiembre de 2000, en torno a las 7:40 horas, el concejal salió de su vivienda y se dirigió a su vehículo para acudir al Ayuntamiento. Fue instantes después cuando Fernando García Jodrá, que le esperaba junto a José Ignacio Krutxaga le dispara de frente, a metro y medio de distancia aproximadamente, alcanzándole la cara. En ese instante José Luis quedó tendido en el suelo y García Jodrá le disparó por segunda vez en la cara. Falleció de manera inmediata.
Por la muerte de José Luis Ruiz Casado, el Juzgado Central de Instrucción n° 5 de la Audiencia Nacional incoó el Sumario n° 21 /00. Por auto de 13 de julio de 2001 se procesó a José Ignacio Krutxaga Elezkano y a Lierni Armendáriz González de Langarika por delitos terroristas de asesinato, robo de vehículo de motor, daños y falsedad en documento oficial. Por auto de 4 de febrero de 2002 se procesó por iguales delitos a Fernando García Jodrá. El sumario fue concluido por auto de 26 de junio de 2002 y elevado el 2 de julio siguiente a la Sección 4ª de la Sala de lo Penal quedando unido al Rollo de Sala n° 15/00. La Sección Cuarta de la Sala de lo Penal de la Audiencia Nacional acordó por auto de 3 de noviembre de 2002 la apertura de juicio oral contra los tres procesados. La vista oral tuvo lugar el 12 y 13 de marzo de 2003. La Sección Cuarta de la Sala de lo Penal de la Audiencia Nacional dictó el 18 de marzo de 2003 la Sentencia n.º 10/2003. José Ignacio Krutxaga Elezkano, Lierni Armendáriz González de Langarika y Fernando García Jodrá fueron condenados a 34 años y medio de prisión. 30 por un delito de homicidio terrorista con la gravante de alevosía, 2 años por un delito de robo de vehículo de motor y a 2 años y medio por un delito de falsificación de documento oficial. Tras este atentado, no consta ninguna reivindicación concreta por parte de la banda terrorista ETA.